# Niederwaldkirchen
Niederwaldkirchen je městys v rakouské spolkové zemi Horní Rakousy, v okrese Rohrbach.

## Počet obyvatel
V roce 2012 zde žilo 1 762 obyvatel.